# کونابارابران
کونابارابران (به انگلیسی: Coonabarabran) یک شهرک در استرالیا است که در نیو ساوت ولز واقع شده‌است.